# Jean-Christophe Yoccoz
Jean-Christophe Yoccoz (29. května 1957, Paříž – 3. září 2016) byl francouzský matematik specializující se na oblast dynamických systémů. Roku 1994 obdržel Fieldsovu medaili.
V roce 1974 získal zlatou medaili na Mezinárodní matematické olympiádě. Vystudoval matematiku na École Normale Supérieure, doktorát získal roku 1985 na École Polytechnique. Poté vědecky pracoval a učil na Univerzitě Paříž XI a na Collège de France.